# Gustaf Thollander
Gustaf Ferdinand Thollander, född 1 mars 1853 i Söderhamn, Gävleborgs län, död 9 april 1933 i Söderköping, Östergötlands län, var en svensk läkare. Han var son till Ferdinand Thollander.
Thollander blev student vid Uppsala universitet 1872, medicine kandidat 1880 och medicine licentiat 1887. Han var distriktsläkare (extra provinsialläkare) i Dalarö distrikt 1887–1895, provinsialläkare i Kisa distrikt 1895–1903, i Tibble distrikt 1903–1912 och i Söderköpings distrikt 1912–1915, varefter han pensionerades. Han innehade ett flertal förordnanden som provinsialläkare i Valdemarsviks och Stegeborgs distrikt samt som stadsläkare i Söderköping 1915–1921.
Under sin studietid var Thollander medlem i Orphei Drängar och orkesteranförare i Östgöta nation. Han var en god violinist och bidrog på många sätt verksamt till musiklivets höjande i Söderköping och medverkade ofta vid konserter där och i Norrköping.